# Roger Queugnet
Roger Queugnet (* 28. Mai 1923 in Rouen; † 17. November 2020 in Chesney) war ein französischer Radrennfahrer und nationaler Meister im Radsport.

## Sportliche Laufbahn
Queugnet war Straßenradsportler und startete als Amateur für den AC Boulogne-Billancourt. Er siegte 1946 in den Eintagesrennen Trophée Peugeot, Paris–Troyes und Grand Prix de Troyes. 1947 war er in den Rennen Paris–Évreux, Grand Prix de Saint-Denis, Grand Prix de Boulogne-Billancourt, Circuit de Monthey, Circuit d’Annemasse und Tour du Canton de Genève erfolgreich. 
1948 wurde er Berufsfahrer im Radsportteam Kamomé-Dilecta-Dunlop und blieb bis 1956 als Radprofi aktiv. Er gewann 1948 den Grand Prix de l’Écho d’Alger vor Edouard Fachleitner. 1950 und 1951 bestritt er die Tour de France, beendete beide Rundfahrten jedoch nicht.
Queugnet war auch im Bahnradsport aktiv. Sein bedeutendster Erfolg war der Gewinn der Europameisterschaften im Steherrennen 1953 vor Adolph Verschueren. Bei den Bahnradsport-Weltmeisterschaften 1953 gewann er die Silbermedaille hinter Verschueren. 1954 gewann er die nationale Meisterschaft im Steherrennen, 1953 war er Zweiter hinter Henri Lemoine geworden.